# Třída Samsun
Třída Samsun byla třída torpédoborců Osmanského námořnictva. Jednalo se o vylepšené francouzské torpédoborce třídy Durandal. Celkem byly Osmanské říši dodány čtyři jednotky. Zúčastnily se bojů první světové války, tři z přeživších lodí sloužily u loďstva do počátku 30. let, než byly sešrotovány ve 40. letech.

## Pozadí vzniku
Po prohrané řecko-turecké válce z roku 1897 se řecké námořnictvo rozhodlo zakoupit torpédoborce u britských a německých loděnic. Tyto nové torpédoborce ve svých schopnostech a výzbroji značně převyšovaly turecké torpédovky, proto se Osmané rozhodli k pořízení vlastních lodí tohoto typu. S přispěním lobbingu francouzské firmy Schneider et Cie byla nakonec vybrána francouzská třída Durandal. Objednávka byla uzavřena v roce 1906 na čtyři vylepšené jednotky. Tři z nich (Samsun, Yarhisar a Basru) postavily loděnice SA Chantier et Ateliers de la Gironde, čtvrtý Taşoz pak právě Schneider et Cie.
| Jméno    | Zahájení stavby | Spuštěna | Vstup do služby | Status                                               |
| -------- | --------------- | -------- | --------------- | ---------------------------------------------------- |
| Samsun   | červen 1906     | 1907     | 3. září 1907    | Vyřazen 1932, sešrotován 1949.                       |
| Yarhisar | 1906            | 1907     | 1907            | 3. prosince 1915 potopen britskou ponorkou HMS E 11. |
| Basra    | červen 1906     | 1907     | 3. září 1907    | Vyřazen 1932, sešrotován 1949.                       |
| Taşoz    | červen 1906     | 1907     | 1907            | Vyřazen 1932, sešrotován 1949.                       |

## Konstrukce
Dělostřeleckou výzbroj tvořil jeden 50kaliberní 65mm rychlopalný kanón (300 nábojů) a šest taktéž 50kaliberních 47mm rychlopalných děl (1200 nábojů) doplněných dvojicí 450mm torpédometů (6 torpéd). Pohonná jednotka byla tvořena dvěma sdruženými parními stroji o výkonu 5950 ihp. Páru jim poskytovala dvojice kotlů typu Normand. Maximální rychlost činila 28 uzlů.

## Služba
Lodě se zúčastnily bojů italsko-turecké, první světové a řecko-turecké války. Yarhisar byl roku 1915 potopen, ostatní lodě byly vyřazeny z aktivní služby v roce 1932 a nakonec v roce 1949 sešrotovány.